# Józef Dzierzkowski
Józef Dzierzkowski (pseudonim Bolesta; ur. 11 stycznia 1807 w Ksawerowie w powiecie owruckim, zm. 13 stycznia 1865) – polski pisarz i publicysta. Prekursor lwowskiej cyganerii literackiej, członek korespondent Towarzystwa Królewskiego Przyjaciół Nauk w Warszawie w 1829 roku. 

## Życie
Z pochodzenia Wołynianin. Urodzony w rodzinie Romana Dzierzkowskiego i Antoniny z domu Dąbrowskiej. Wychował go stryj Józef Dobek Dzierzkowski we Lwowie do którego przeprowadził się z matką po jej drugim zamążpójściu (Roman Dzierzkowski zmarł w 1814); w tym mieście mieszkał przez większość życia. 
Uczestniczył w powstaniu listopadowym, był porucznikiem w korpusie i adiutantem sztabu generała Józefa Dwernickiego, biorąc udział w wyprawie na Wołyń i Podole. Po powstaniu na kilka lat osiadł na Huculszczyźnie, skąd w 1843 powrócił do Lwowa. 
W 1838 opublikował pierwszy utwór pt. Płacz i śmiech (napisany w 1832). Od 1843 pisał do lwowskich gazet i czasopism, np. Dziennika Mód Paryskich i Gazety Lwowskiej. Kolejnymi jego powieściami były Kuglarze (1845) (poprzez nią wprowadził do literatury polskiej lwowską gwarę złodziejską), Salon i ulica (1847), Dla posagu (1847) i Szpicrut honorowy. 
Brał czynny udział w życiu kulturalnych Lwowa, prowadząc m.in. wieczory literackie. Bywali u niego w domu Karol Szajnocha, Wincenty Pol, August Bielowski, Jan Dobrzański. Przyjaźnił się z Leszkiem Duninem Borkowskim i Tadeuszem Wasilewskim. 
W okresie Wiosny Ludów w 1848 przeszedł do Gazety Narodowej, gdzie został głównym publicystą. Prowadził wówczas aktywną działalność polityczną i dziennikarską. Był współorganizatorem Rady Narodowej Lwowskiej oraz Gwardii Narodowej. 
Na Węgrzech przyłączył się w ramach Legionu Polskiego generała Józefa Wysockiego do powstania. Następnie odbył podróż po Europie: w Paryżu uczestniczył w pogrzebie Juliusza Słowackiego i poznał osobiście Adama Mickiewicza, następnie dotarł do Anglii, w drodze powrotnej do kraju został w 1851 internowany przez Austriaków. Po zwolnieniu osiadł w Malechowie pod Lwowem podjął pracę literacką i publicystyczną – pisał do „Przyjaciela Domowego”, „Nowin”, „Dziennika Literackiego” i innych pism. Opublikował m.in. powieści: Rodzina w salonie (1853), Znajda (1854), Król dziadów (1856) oraz jedną z pierwszych polskich powieści historycznych Uniwersał hetmański (1857), osadzoną w realiach konfederacji barskiej, która została przetłumaczona na język niemiecki. 
W latach 1858–1861 współredaktor „Przeglądu Powszechnego”. Dzierzkowski w twórczości przejawiał zamiłowanie do melodramatyzmu, powieści sensacyjno-obyczajowej; łączył sentymentalno-humanitarne widzenie konfliktów społecznych („czystość” natury wobec upadku cywilizacji) z realistycznym i demaskatorskim obrazem życia ówczesnych salonów.
W 1863 brał czynny udział w propagandzie powstania styczniowego. W 1864 roku trafił na trzy miesiące do więzienia w związku ze swoją działalnością publicysty politycznego. W wyniku powięziennych komplikacji zdrowotnych zmarł 13 stycznia 1865 roku.
Pochowany na cmentarzu Łyczakowskim.

## Twórczość
- Płacz i śmiech (1838), nowela
- Kuglarze (1845), powieść
- Obrazy z życia i podróży (1846), obrazki rodzajowe
- Obrazek hogartowski (1846), obrazki rodzajowe
- Salon i ulica (1847), powieść
- Dla posagu (1847), powieść
- Szpicrut honorowy, powieść
- Rodzina w salonie (1853), powieść
- Znajda (1854), powieść
- Król dziadów (1856), powieść
- Uniwersał hetmański (1857), powieść

Józef Dzierzkowski jest autorem jednej z wcześniejszych polskich nowel fantastycznych, noszącej tytuł Lekarz magnetyczny. Wznowienie noweli ukazało się w zbiorze Polska nowela fantastyczna. Ja gorę.